# Gurilla
Gurilla is een bestuurslaag in het regentschap Pematang Siantar van de provincie Noord-Sumatra, Indonesië. Gurilla telt 1891 inwoners (volkstelling 2010).